# Brilantina

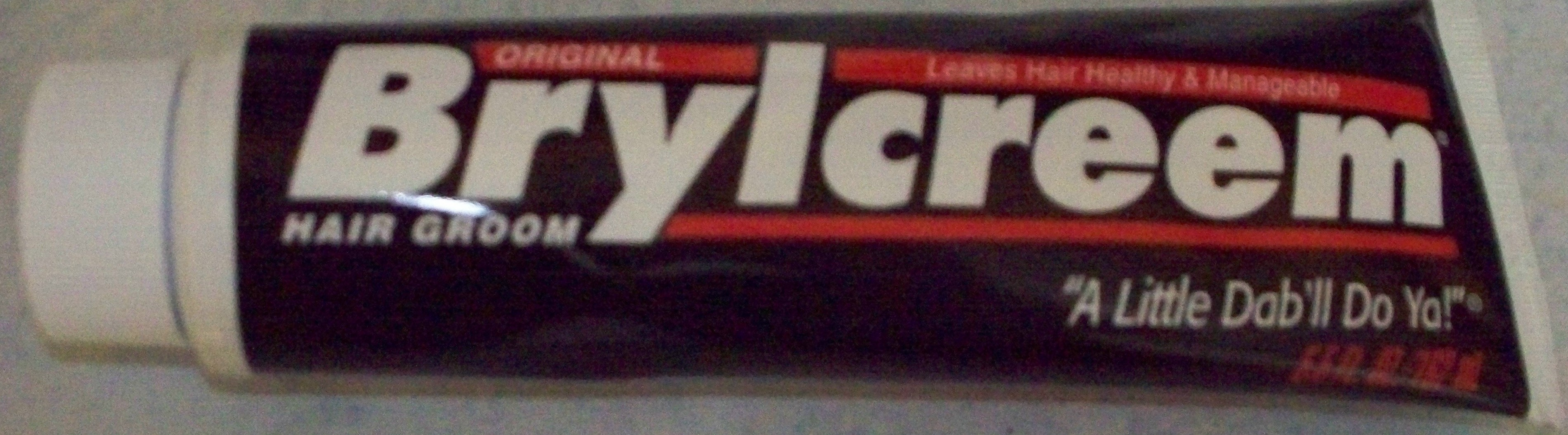
Brilantina

Brilantina je tekutý přípravek pro péči o vlasy či vousy, jehož úkolem je usnadnit jejich úpravu a dodat jim patřičný lesk. Tvoří ji barvený a parfémovaný minerální olej. 
Intenzita výsledného lesku závisí na množství použité brilantiny, lze tak vytvořit celou škálu účesů, od decentního s hedvábným leskem, po ulízaný a olejově kluzký.

## Etymologie
Název „brilantina“ je odvozen od francouzského výrazu brillant, což znamená „lesklý, třpytivý, zářící“. 

## Historie
Brilantinu poprvé namíchali na konci 19. století v kosmetické firmě Ed. Pinaud, jejímž zakladatelem byl francouzský parfumér Édouard Pinaud (1810–1868), a pod značkou Brillantine ji předvedli na Světové výstavě, která se v roce 1900 konala v Paříži.